# Trattato di Parigi (1623)
Il trattato di Parigi fu firmato nel febbraio 1623 tra Francia, Savoia e Venezia. Tutti e tre i firmatari concordarono di restituire il territorio della Valtellina alla Repubblica delle Tre Leghe, tentando di rimuovere le forze spagnole di stanza nelle valli alpine. 